# Дорнберг
Дорнберг (нем. Hoher Dörnberg) — высокий холм в земле Гессен, Германия. Его высота 579 метров, один из холмов хребта Хабихтсвальд. Расположен в 11 километрах к северо-западу от города Кассель в одноимённом районе.

## География
Дорнберг относится к городу Циренберг и коммуны Хабихтсвальд, расположенной в административном округе Кассель. Аэропорт Кассель расположен примерно в 6 км к северо-востоку от холма.

## Геология
Дорнберг в основном состоит из базальта и туфа.

## История
Дорнберг был заселён в 3-м тысячелетии до нашей эры. В 1910 году на холме были найдены обломки железа того времени. В долине между холмами Высокий Дорнберг (нем. Hoher Dörnberg) и Малый Дорнберг (нем. Kleiner Dörnberg) в XIII-XIV веках был расположен замок Блюменштейн.

## Транспортная доступность
До холма можно доехать по автомагистрали Bundesautobahn 44 (съезд номер 67, Циренберг), а затем по федеральному шоссе 251 и дороге L3211 и L3214. Существует также маршрут RegioTram (линия RT4) к станциям Циренберг и Фюрстенвальд. Обе станции находятся около холма Дорнберг.